# Loch Acha Mòr
Loch Acha Mòr ist ein Süßwassersee auf der schottischen Hebrideninsel Lewis and Harris in der Council Area Äußere Hebriden beziehungsweise in der traditionellen Grafschaft Ross-shire.

## Beschreibung
Der See liegt im Zentrum von Lewis, dem Nordteil der Doppelinsel. Die nächstgelegenen Ortschaft ist Achmore, das sich in 500 Meter Entfernung entlang des Nordufers erstreckt. Vor dem Ostufer erhebt sich der 107 Meter hohe Oidraval. Nördlich von Achmore befindet sich der 223 Meter hohe Eitshal. Der Loch Acha Mòr liegt auf einer Höhe von 46 Metern über dem Meeresspiegel. Durch den Uferort Achmore die von A858.
Der Loch Nisreaval weist eine maximale Länge von 1,0 Kilometern bei einer maximalen Breite von 0,49 Kilometern auf, woraus sich eine Seefläche von 37 Hektar und ein Umfang von drei Kilometern ergeben. Die mittlere Tiefe des Loch Nisreaval beträgt 5,4 Meter, woraus ein Volumen von 2.020.006 Kubikmetern resultiert. Sein Einzugsgebiet umfasst 310 Hektar und besteht zu etwa 50 % aus Graslandschaften und zu 38 % aus Moorland, während Grundwasser 12 % des Zuflusses ausmacht. Das Einzugsgebiet erstreckt sich im Wesentlichen nach Norden. Verschiedene Zuflussbäche speisen den See, von denen nur der am Westufer einmündende Allt na Creige Guirme benannt ist. Ein vom Südufer abfließender Bach entwässert über zahlreiche Seen und Bäche schließlich in den Loch Roag. Der nur zwei Kilometer östlich gelegene Loch Thobhta Bridein entwässert hingegen nach Osten über den Loch Leurbost in die Schottische See.